# Al-Hurriya
Die arabischsprachige Zeitschrift al-Hurriya (arabisch الحرية, DMG al-Ḥurrīya ‚Freiheit‘) erschien 1924 und 1925 in Bagdad. Publiziert wurde ein Jahrgang mit insgesamt zehn Ausgaben. Ihr Herausgeber war der Christ Rafa'il Butti (1901–1956), ein irakischer Intellektueller und bekannter Journalist. Der inhaltliche Fokus liegt auf politischen und literarischen Themen der arabischen Welt der damaligen Zeit. 1930 gab Butti eine weitere Zeitschrift, al-Bilad, heraus. Diese unterstützte die Partei der Nationalen Bruderschaft, die die Opposition der britischen Einflussnahme bildete. Sie war die erste Tageszeitung dieser Zeit und wurde zu einem der führenden Presseorgane im Irak. Buttis Unterstützung der Opposition durch seine Veröffentlichungen führten schließlich zur vollständigen Einstellung der Zeitschrift.